# Dasypogon tenuis
Dasypogon tenuis är en tvåvingeart som beskrevs av Macquart 1838. Dasypogon tenuis ingår i släktet Dasypogon och familjen rovflugor.
Artens utbredningsområde är Algeriet. Inga underarter finns listade i Catalogue of Life.